# Oslobođenje Skoplja
Oslobođenje Skoplja je makedonski ratni film iz 2016. godine, prema scenariju Danila Šerbedžije i Rade Šerbedžije. Film je adaptacija drame Dušana Jovanovića, a glavne uloge u filmu tumače: Rade Šerbedžija, Lucija Šerbedžija i Miko Nusianen.
Snimanje filma počelo je 1. listopada 2014. godine. u Velesu, a sniman je i u Skoplju. Zajednički su ga producirali producentske kuće "Partizan" iz Makedonije, "Lijeni film" iz Hrvatske i produkcijska kuća "ART Films" iz Finske.
Film je podržala Makedonska filmska agencija s 1.250.000 eura, a europski fond Eurimazh izdvojio je 15 posto proračuna filma, odnosno oko 316.000 eura.
U rujnu 2016. godine, Makedonsko društvo filmskih djelatnika nominiralo je film za Oscara u kategoriji najboljeg filma izvan engleskog govornog područja.
Premijera filma bila je 1. listopada u Skoplju.

## Filmska radnja
Radnja filma smještena je u Drugi svjetski rat i prikazuje jednu obitelj, gdje je u središtu pozornosti osmogodišnji Zoran koji živi s majkom dok mu se otac bori u partizanima. Zoran doživljava okrutnost rata, neimaštinu i patnju u Skoplju koje su Nijemci uz pomoć bugarskih saveznika okupirali 1942. godine.

## Uloge
| Glumac            | Uloga                 |
| ----------------- | --------------------- |
| Rade Šerbedžija   | Georgije              |
| Lucija Šerbedžija | Lisa                  |
| Nebojša Glogovac  | Dušan                 |
| Danilo Šerbedžija | Šef bugarskih agenata |

## Nagrade i festivali
- Nagrada za najboljeg debitanta u filmu za Davida Todosovskog na Mostar Film Festivalu (2016.)[9][4]
- Posebno priznanje Radi Šerbedžiji na Mostar Film Festivalu (2016.)[4]
- Posebna nagrada žirija na Banef Film Festivalu (2017.)[4]
- Nagrada za najbolju produkciju 10. LIFFE, Leskovac međunarodni festival (2017).[10]
- Nagrada za najbolji scenarij, Arpa Film Festival, Hollywood (2017.)[11][4]
- Najbolji igrani film na Festivalu makedonskog filma u Torontu (2017.)[12]
- Balkan Film Festival (2017.) - nagrada publike[4]
- Pulski filmski festival (2016.)[4]
- Sarajevo Film Festival (2016.)[4]
- Zagreb Film Festival (2016.)[4]
- Međunarodni filmski festival u Palm Springsu (2017.)[4]
- Međunarodni filmski festival FEST u Beogradu (2017.)[4]
- Međunarodni filmski festival u Clevelandu (2017.)[4]
- Filmski festival Herceg Novi (2017.)[4]

## Vanjske poveznice
- Oslobođenje Skoplja u internetskoj bazi filmova IMDb-a